# Гакаев, Джабраил Жоколаевич
Джабра́ил Жокола́евич Гака́ев (1942, Грозный — 2005) — советский и российский историк-кавказовед. Президент Академии наук Чеченской республики, научный сотрудник Института этнологии и антропологии РАН. Доктор исторических наук, профессор.

## Биография
Родился в Грозном в 1942 году. Через полтора года вместе с семьёй был депортирован. До 1957 года жил в Казахстане в Чимкенте, после чего родители вернулись в Грозный.
В 1966 году он с отличием окончил исторический факультет Чечено-Ингушского государственного педагогического института, поступив в аспирантуру Дагестанского государственного университета. В 1970 году защитил кандидатскую диссертацию «Большевики в борьбе за солдатские массы тыловых гарнизонов Терека и Дагестана в период подготовки и проведения Великой Октябрьской социалистической революции (февраль 1917 — май 1918 гг.)».
В 1966—1996 годах — сотрудник кафедры политической истории и политологии Чечено-Ингушского государственного университета. В 1989 году защитил докторскую диссертацию «Большевистские организации Дона и Северного Кавказа в борьбе за войско в трех российских революциях». В 1992 году принимал участие в организации Академии наук Чечено-Ингушской республики, был избран академиком и первым вице-президентом.
В 2000-е годы работал в Институте этнологии и антропологии РАН в Москве.
Заслуженный деятель науки ЧИАССР, автор 6 монографий и более 150 научных статей.

## Общественная деятельность
Был членом Совета «Ассамблеи народов России», одним из основателей общественной организации «Миротворческая миссия на Северном Кавказе». С 1995 года руководил организацией «Координационный совет чеченских культурных и общественных организаций в Москве».
Гакаев приглашался в качестве эксперта по ситуации на Северном Кавказе на заседания комиссии ООН по правам человека в Женеве, на заседания рабочей группы Государственной думы России и Парламентской ассамблеи Совета Европы.

### Интервью
- Терорристки-смертницы: кто они?
- Диаспора знает, кто чего стоит
- Еще одного фарса Чечня не выдержит
- Ответы на вопросы посетителей форума сайта партии «Яблоко» 1 октября 1999 года
- Интервью для организации Марии Арбатовой